# Michael Gorman (bibliothécaire)
 (mars 2017).
Pour les articles homonymes, voir Michael Gorman.
Michael Gorman, né le 6 mars 1941 à Witney dans l'Oxfordshire, est un bibliothécaire britannique. 
Les principes de la bibliothéconomie de Gorman dérivent des valeurs fondamentales libérales, démocratiques et humanistes. Une influence clé est Shiyali Ramamrita Ranganathan, qu'il considérait comme « la plus grande figure de la bibliothéconomie du XXe siècle »[réf. nécessaire]. Il soutient que c'est en mettant l'accent sur les valeurs professionnelles fondamentales que les bibliothécaires vont faciliter la croissance personnelle et améliorer le succès de leurs institutions.

## Biographie
Gorman a grandi à Londres et s'est intéressé aux bibliothèques en partie grâce à ses expériences à la bibliothèque Hendon et en particulier à sa bibliothèque pour enfants dirigée par un pionnier dans le domaine Eileen Colwell (en). Il a étudié à l'Ealing Art College (en) de 1964-1966.
Chef du catalogage à la bibliographie nationale britannique, membre du British Library Planning Secretariat et chef du Bureau des normes bibliographiques de la British Library (1966-1977), il travaille de 1977 à 1988 comme directeur des services techniques, directeur des services généraux et Bibliothécaire intérimaire de la Bibliothèque de l'Université de l'Illinois.
En 1988, il est Doyen des services de bibliothèque à la Henry Madden Library (en) de l'Université d'État de Californie à Fresno et prend sa retraite en 2007.
Président de la Library and Information Technology Association (en) (1999-2000), il le fut aussi de l'American Library Association (ALA) en 2005-2006.
Il a également enseigné dans des écoles de bibliothèques en Grande-Bretagne et aux États-Unis telle l'UCLA Graduate School of Education and Information Studies (en).

## Idées
Gorman fonde ses principes de bibliothéconomie sur les valeurs fondamentales libérales, démocratiques et humanistes. Sous-jacente à la défense fervente de Gorman de ses valeurs de bibliothéconomie est une forte appréhension concernant l'avenir de la profession.

### Huit valeurs centrales de l'économie des bibliothèques
Dans les valeurs fondamentales Gorman identifie huit valeur central :
1. Gérance : Les bibliothécaires ont un rôle clé à jouer dans la préservation du dossier humain pour les générations futures. Il soutient que les bibliothécaires doivent transmettre leurs meilleures valeurs aux futurs professionnels de l'information.
2. Service : Une éthique du service devrait imprégner toutes les politiques et pratiques des bibliothèques. Gorman souligne que le devoir des bibliothécaires de servir les individus, les communautés et les sociétés s'accomplit le mieux par une combinaison de compétences professionnelles, d'empathie et de dévouement personnel. Il soutient que les bibliothécaires doivent agir de façon idéaliste dans un âge matérialiste[2].
3. Liberté Intellectuel : Les bibliothécaires mènent la lutte pour la liberté intellectuelle, elles doivent lutter pour protéger la libre expression de la pensée, même si les idées en question contredisent les convictions personnelles du bibliothécaire[3]
4. Confidentialité : La liberté d'accès à tout matériel qu'un individu souhaite, sans la connaissance ou l'ingérence des autres et la communication des ouvrages consulté. Il insiste sur le fait que la confidentialité est un « lien de confiance » entre les bibliothèques et leurs clients.
5. Rationalisme : Il soutient que les bibliothèques sont des « enfants des Lumières et du rationalisme » et que la bibliothéconomie est une « profession suprêmement rationnelle ». Ce principe devrait étayer les procédures de la bibliothèque et encourager l'organisation logique et la classification du stock.
6. Engagement pour l'alphabétisation et l'apprentissage : La lecture est d'une importance capitale pour l'alphabétisation et l'apprentissage tout au long de la vie. Il formule une définition large de « l'alphabétisation » au-delà de la simple capacité de lire, d'écrire et de surfer sur le net. Son concept englobe une lecture complète et « vraie » qui remplit et développe l'esprit.
7. Équité d'accès : La « fracture numérique » n'est qu'une manifestation de l'inégalité sociétale. Tous les services de bibliothèque, en particulier les services de référence, ont un rôle à jouer pour combler l'écart et assurer l'équité d'accès[4].
8. Démocratie : Parce que la démocratie dépend d'un « électorat bien informé », la bibliothèque fait partie intégrante de la promotion de l'éducation et du maintien de la démocratie. Pour que les gens puissent faire preuve de bon sens lors de l'élection des représentants, ils doivent être très informés et avoir accès aux documents écrits. La bibliothèque joue donc un rôle central dans le maintien de la démocratie[5].

#### Critique de ses valeurs
La sélection de Gorman et la défense de ses huit valeurs centrales ont suscité certaines critiques : par exemple, sa défense de l'administrateur comme principe éthique central unique à la bibliothèque, qui ne peut être partagé par d'autres professionnels de l'information, a été attaquée comme étant « trop étroite et exclusive »[réf. nécessaire]. Sa défense passionnée de la liberté intellectuelle a également été rejetée dans certains lieux[Lesquels ?] comme « rhétorique vide » et « hyperbole ».
Les opinions de Gorman ont également été considéré comme contradictoires. D'une part, il loue Ranganathan comme l'inventeur de la méthode d'administration en bibliothèque, de l'autre, il prétend que la bibliothéconomie est une « fausse discipline ».

### Cinq nouvelles lois de la bibliothèque
Gorman a élargi et a ajouté un accent plus contemporain aux cinq lois de Ranganathan d'administration en bibliothèque. Le remaniement des cinq lois classiques est une tentative pour relever les défis de la rapidité des changements sociaux et culturels affectant les utilisateurs des bibliothèques et la prolifération rapide de la technologie dans les opérations de la bibliothèque.
Les cinq lois sont :
- Les bibliothèques servent l'humanité : Cette loi englobe l'assistance des individus et le noble idéal de « l'avancement des aspirations supérieures de l'humanité ».
- Respecter toutes les formes par lesquelles la connaissance est communiquée : Il préconise l'utilisation de diverses formes de « porteurs de connaissances et d'informations ».
- Utiliser la technologie intelligemment pour améliorer le service : Les bibliothécaires, selon Gorman, doivent accepter d'accueillir et intégrer les nouvelles technologies. Pourtant, il affirme que l'imprimé sur papier restera le « média prééminent pour la communication des connaissances cumulées »
- Protéger le libre accès à la connaissance : Permettre aux archives du passé de disparaître est, du point de vue de Gorman, « une sorte de censure ». C'est la responsabilité du bibliothécaire de garantir la liberté intellectuelle pour cela il affirme qu'une « société qui censure les Bibliothèques est une société ouverte à la tyrannie ».
- Honorer le passé et créer l'avenir : Il préconise la nécessité d'équilibrer la nostalgie d'un passé pré-numérique avec la nécessité d'adopter de nouvelles technologies, de manière sélective et en fonction de leur propension à améliorer le service de bibliothèque. Il souligne la nécessité de respecter les réalisations des prédécesseurs dans le domaine des sciences de l'information tout en valorisant les nouveaux développements dans le domaine de la bibliothéconomie.